# Chicas de club
Chicas de club (también conocida como Cántico) es una película española de drama estrenada en 1970, coescrita y dirigida por Jorge Grau y protagonizada en los papeles principales por Fernando Hilbeck, Elisa Laguna y Fernando Rey.
La película fue seleccionada para representar a España en la edición de 1970 del Festival Internacional de Cine de Karlovy Vary.

## Sinopsis
Mientras entrevista a mujeres que trabajan en locales de alterne, Fernando, un periodista, conoce a Elisa. Ella le contará su dramática historia, que comienza a los catorce años cuando es violada por su padrino.

## Reparto
- Elisa Laguna como	Elisa.
- Jesús Nieto como	Dueño Club.
- Fernando Rey como Padrino Elisa.
- Milo Quesada como	Publicista.
- Blaki como Técnico de sonido.
- Fernando Hilbeck como Fernando.
- Montserrat Julió como Madre.
- Kiti Mánver como	Elisa Niña.
- Teresa Gimpera como Mujer en Correos.
- Jorge Grau como Entrevistador.
- Hugo Blanco como Hugo.
- Mario Morales como Pepe.